# Едвард Еріксен
Едвард Еріксен (дан. Edvard Eriksen; 10 березня 1876, Копенгаген, Данія — 12 січня 1959, Копенгаген, Данія) — данський скульптор ісландського походження. Автор статуї Русалоньки у Копенгагені.

## Біографія
Навчався у Данській королівській академії витончених мистецтв, яку закінчив 1899 року. 1900 року одружився з Елін Вільгельмін Меллер. У подружжя народилось було п'ятеро дітей.
Перший вагомий успіх стався 1902 року, коли одна з його скульптур була прийнята для виставки у королівському палаці. 1905 року отримав премію за скульптуру «Надія». 1908 року зробив скульптуру у мармурі «Горе, пам'ять і любов» для саркофага Кристіана IX та Луїзи Гессен-Кассельської у Соборі Роскілле.
З 1908 по 1919 рік викладав у Королівській академії. 1913 року на набережній Копенгагена було встановлено статую, яка принесла йому світову славу та яка стала візитівкою столиці Данії — Русалоньку Ганса Крістіна Андерсена.
З 1930 по 1953 рік працював реставратором у Музеї Торвальдсена. 1932 року став лицарем Ордену Данеброга.
Разом з родиною подорожував Італією, де вчився працювати на мармурі. За цей час став почесним професором Академії образотворчого мистецтва Каррари.
Помер 1959 року та похований на Західному кладовищі Копенгагена.